# Callaghanit
Callaghanit ist ein sehr selten vorkommendes Mineral aus der Mineralklasse der „Carbonate und Nitrate“. Es kristallisiert im monoklinen Kristallsystem mit der chemischen Zusammensetzung Cu2Mg2[(OH)6|CO3]·2H2O und ist damit chemisch gesehen ein wasserhaltiges Kupfer-Magnesium-Carbonat mit zusätzlichen Hydroxidionen.
Callaghanit entwickelt nur kleine, dipyramidale, pseudo-oktaedrische Kristalle bis etwa 0,3 Millimeter Größe und findet sich meist in Form krustiger Überzüge oder massiger Mineral-Aggregate in Gesteinsadern. Die durchsichtigen bis durchscheinenden Kristalle sind von azurblauer bis blauvioletter Farbe und zeigen auf den Oberflächen einen glasähnlichen Glanz. Auf der Strichtafel hinterlässt Callaghanit allerdings einen weißen Strich.

## Besondere Eigenschaften
Callaghanit löst sich langsam aufschäumend in verdünnter Salzsäure (HCl).

## Etymologie und Geschichte
Erstmals entdeckt wurde Callaghanit in der „Premier Chemicals Mine“ (Basic Refractories Mine, Gabbs Magnesite-Brucite Mine) nahe Gabbs im Nye County des US-Bundesstaates Nevada und beschrieben 1954 durch Carl W. Beck und John H. Burns, die das Mineral nach dem Direktor des „New Mexico Bureau of Mines and Minerals“ Dr. Eugene Callaghan benannten, um seine Geologischen Arbeiten über Magnesit-Lagerstätten zu ehren.
Typmaterial des Minerals wird im National Museum of Natural History in Washington, D.C., USA (Katalog-Nr. R9406) aufbewahrt.

## Klassifikation
In der veralteten 8. Auflage der Mineralsystematik nach Strunz gehörte der Callaghanit zur Mineralklasse der „Carbonate“ und dort zur Abteilung „Wasserhaltige Carbonate mit fremden Anionen“, wo er gemeinsam mit Zaratit im Anhang zur „Hydromagnesit-Artinit-Gruppe“ mit der Systemnummer Vb/D.01 und den Hauptmitgliedern Artinit, Brugnatellit, Giorgiosit und Hydromagnesit steht.
In der zuletzt 2018 überarbeiteten Lapis-Systematik nach Stefan Weiß, die formal auf der alten Systematik von Karl Hugo Strunz in der 8. Auflage basiert, erhielt das Mineral die System- und Mineralnummer V/E.07-010. Dies entspricht der Klasse der „Nitrate, Carbonate und Borate“ und dort der Abteilung „Wasserhaltige Carbonate, mit fremden Anionen“, wo Callaghanit zusammen mit Decrespignyit-(Y) und Marklit eine unbenannte Gruppe mit der Systemnummer V/E.07 bildet.
Die von der International Mineralogical Association (IMA) zuletzt 2009 aktualisierte 9. Auflage der Strunz’schen Mineralsystematik ordnet den Callaghanit in die Klasse der „Carbonate und Nitrate“ und dort in die Abteilung „Carbonate mit zusätzlichen Anionen; mit H2O“ ein. Hier ist das Mineral in der Unterabteilung „Mit mittelgroßen Kationen“ zu finden, wo es als einziges Mitglied eine unbenannte Gruppe mit der Systemnummer 5.DA.25 bildet.
In der vorwiegend im englischen Sprachraum gebräuchlichen Systematik der Minerale nach Dana hat Callaghanit die System- und Mineralnummer 16b.05.01.01. Das entspricht der Klasse der „Carbonate, Nitrate und Borate“ und dort der Abteilung „Carbonate - Hydroxyl oder Halogen“. Hier findet er sich innerhalb der Unterabteilung „Carbonate - Hydroxyl oder Halogen mit verschiedenen Formeln“ als einziges Mitglied in einer unbenannten Gruppe mit der Systemnummer 16b.05.01.

## Bildung und Fundorte

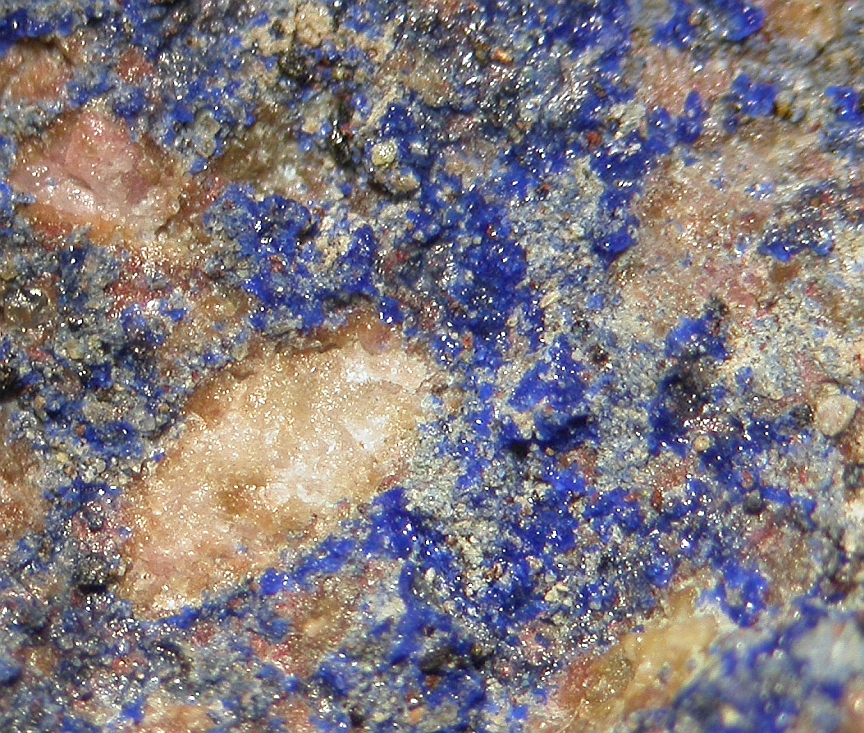
Callaghanit-Kristallrasen von der August Bebel Schlackenhalde, Helbra, Sachsen-Anhalt, Deutschland (Sichtfeld: 6 mm)

Callaghanit bildet sich eingesprengt in der Kontaktzone zwischen Diorit und serpentiniertem Dolomitgestein, wo er unter anderem in Paragenese mit Brucit, Dolomit, Forsterit, Magnesit und verschiedenen Serpentinen auftritt.
Als sehr seltene Mineralbildung konnte Callaghanit bisher (Stand 2014) nur in einer geringen Anzahl von Proben aus weniger als 10 Fundorten nachgewiesen werden. Neben seiner Typlokalität „Premier Chemicals Mine“ nahe Gabbs in Nevada trat das Mineral in den Vereinigten Staaten nur noch in der Eagle Picher Mine bei Creta im Jackson County von Oklahoma zutage.
In Deutschland fand man Callaghanit auf der Schlackenhalde der Kochhütte (August-Bebel-Hütte) bei Helbra sowie auf der Halde „Lichtloch 25“ der ehemaligen Kupfer-Silberhütte (Gottesbelohnung) und den Schlackenhalden der Kupferkammer bei Hettstedt in Sachsen-Anhalt.
In Österreich kennt man das Mineral vom Lobminggraben bei Sankt Stefan ob Leoben in der Steiermark und den Schlackenhalden der Montanwerke Brixlegg in Tirol.
Des Weiteren konnte Callaghanit nur noch in der italienischen Region Ligurien in der Mt. Ramazzo mine bei Borzoli und auf den Schlackenhalden bei Carpenara im Val Varenna entdeckt werden.

## Kristallstruktur
Callaghanit kristallisiert monoklin in der Raumgruppe C2/c (Raumgruppen-Nr. 15) mit den Gitterparametern a = 10,1 Å; b = 11,75 Å; c = 8,21 Å und β = 107,4° sowie vier Formeleinheiten pro Elementarzelle.